# غريغ ألف
غريغ ألف (بالإنجليزية: Gregg Alf)‏ هو صانع آلة موسيقية ‏ أمريكي، ولد في 1957.

## وصلات خارجية
- الموقع الرسمي